# Strada statale 368 del Lago Laceno
La ex strada statale 368 del Lago Laceno (SS 368), ora strada provinciale ex SS 368 del Laceno (SP ex SS 368), è una strada provinciale italiana che raggiunge la località turistica di Laceno.

## Percorso
La strada ha origine nel centro abitato di Montella dove si innesta sulla ex strada statale 164 delle Croci di Acerno e si dirige verso est, superando il fiume Calore e raggiungendo Bagnoli Irpino.
Il tracciato accede quindi al parco regionale Monti Picentini, salendo di quota fino al raggiungimento della località Laceno, che ospita una stazione sciistica proprio di fronte all'omonimo lago.
In seguito al decreto legislativo n. 112 del 1998, dal 17 ottobre 2001 la gestione è passata dall'ANAS alla Regione Campania, che nella stessa data ha ulteriormente devoluto le competenze alla Provincia di Avellino.